# Södermanlands flygflottilj
Södermanlands flygflottilj (F 11) eller F 11 Nyköping var en flygflottilj inom svenska flygvapnet som verkade i olika former åren 1941–1980. Förbandsledningen var förlagd i Nyköpings garnison vid Skavsta flygplats.

## Historik
Den 8 oktober 1940 presenterade ÖB Olof Thörnell sin femårsplan för perioden 1 juli 1941–30 juni 1946. I femårsplanen ingick en upprustning och utökning av Flygvapnet, där han föreslog uppsättandet av en spaningsflottilj, F 11, två bombflottiljer, F 12 och F 14, och två jaktflottiljer, F 13 och F 15. Riksdagen antog femårsplanen successivt under åren 1940–1942, där riksdagsbeslut gällande F 11 antogs den 19 december 1940. Riksdagen beslutade att flottiljen skulle förläggas till krigsflygfält 11 utanför Nyköping.
Flottiljen inledde sin verksamhet den 1 juli 1941 som en spaningsflygflottilj och skulle samla strategiska underrättelser till riksledningen och försvarsstaben. Den 1 oktober 1941 överfördes fjärrspaningsflygdivisionen från F 3 till F 11. Från den 15 oktober 1941 ingick flottiljen i krigsorganisationen.
Till en början bestod flygplansflottan av ett antal lånade B 3 Junkers från Västmanlands flygflottilj (F 1). Men I samband med att en division överfördes från F 3, började flottiljen tillföras det nyinköpta flygplanet Caproni Ca.313. I april 1943 bestod flottiljen av tre spaningsflygdivisioner, och samtliga var beväpnade med Caproni Ca.313, eller S 16 som det benämndes i Flygvapnet. Flygplanet kom under sin aktiva tid att användas hårt, och fick ett ytterst dåligt rykte, då inte mindre än 16 totalhaverier inträffade, med totalt 41 dödsoffer som följd. I samband med att försvarsberedskapen upphörde 1945, kasserades i augusti 1945 samtliga Caproni Ca.313. Den 14 mars 1946 tillfördes flottiljen Saab 18, vilka var modifierade B 18A, och som fick den nya beteckningen S 18A. S 18A var försedda med kameror och kunde vid behov utrustas med spaningsradarkapsel.
Genom försvarsbeslutet 1948 beslutades att spaningsverksamheten vid Roslagens flygflottilj skulle upphöra, samt att Östgöta flygflottilj skulle omorganiseras till en jaktflottilj. Därmed kvarstod F 11 som ensam spaningsflottilj inom Flygvapnet. Samtidigt gjordes en upprustning av flottiljen då 50 individer av Supermarine Spitfire PR Mk XIX köptes från Storbritannien. De första individerna tillfördes flottiljen den 7 oktober 1948. Flygplanet som inom Flygvapnet benämndes S 31, var i svensk tjänst fram till 1955. Genom den omorganisation som följde flottiljen genom försvarsbeslutet, koncentrerades all spaningsverksamheten till F 11, och flottiljens uppgifter kom att omfatta all slags spaning. Flottiljen utökades samtidigt med en fjärde spaningsflygdivision, och blev därmed Flygvapnets största flygflottilj. Flottiljen var till skillnad från andra flottiljer organiserad med en operations- och underrättelseavdelning med underlydande underrättelseplutoner.
År 1953 tillfördes under ett år ett antal individer S 28B Vampire, för att träna piloter inför introduktionen av S 29C Tunnan 1954. År 1954 omskolades flottiljens fyra flygdivisioner med det nya jetflygplanet S 29C Tunnan, och flottiljen tog på allvar steget in i jetåldern. Den 24 maj 1956 beslutade riksdagen om ny eskaderorganisation för flygvapnet, vilken inte påverkade F 11 i någon större omfattning, då man kvarstod i Fjärde flygeskadern (E 4). I juni 1957 fick flottiljen i uppdrag att tillsammans med Lantmäteriverket att genomföra stråkfotografering av hela Sverige från en höjd av 10 000 meter. Ett projekt som pågick under två år. Mellan september 1958 och maj 1959 ersatte två av flottiljens flygdivisioner sina S 29C Tunnan med 44 individer S 32 Lansen. Vilken blev huvudtypen för två av flottiljens flygdivisioner fram till flottiljens avveckling. År 1972 kom flottiljen att även tillföras sju individer A 32 till allmän flygträning, i syfte att spara flygtid på S 32. 
I augusti 1965 började de två divisionerna som fortfarande flög S 29C Tunnan, att tillföras det moderna S 35C Draken. Spaningsversionen av Draken kom att tillverkas i totalt 59 individer, och var fördelade på tre spaningsflygdivisioner, två vid F 11 och en vid F 21. S 35 Draken som var försedd med fyra fälltankar hade den längsta aktionsradien av de olika versionerna. År 1966 avvecklades tre av fyra flygeskadrar, kvar blir endast Första flygeskadern (E 1), vilken flottiljens krigsförband underställdes.
År 1974 utökas verksamheten vid flottiljen, då Flygvapnets underrättelseskola (FV UndS) omlokaliseras till Nyköping. Men redan ett år senare när regeringen Palme presenterade sin proposition 1975:75, föreslogs en avveckling av två flottiljadministrationer, Södermanlands flygflottilj (F 11) och Kalmar flygflottilj (F 12). Bakgrunden var att Försvarets fredsorganisationsutredning (FFU) i januari 1971, fått i uppdrag att utreda om hur flygvapnets fredsorganisation från mitten av 1980-talet skulle kunna anpassas till krigsorganisationens utveckling. Att flottiljen skulle avvecklas var en självklarhet, då FFU främst av operativa och beredskapsskäl ansåg att spaningsdivisionerna skulle omfördelas på andra flottiljer. Och de flygplan som flottiljen var beväpnad med, S 32 Lansen och S 35 Draken, skulle under 1980-talet ersättas med SH/SF 37 Viggen. Och det ansågs att flygspaningen då skulle kunna lösas på tre flygdivisioner, istället för fem spaningsflygdivisionerna som då fanns inom Flygvapnet.
Som kompensation till Nyköping kommun, utreddes en flytt av Bråvalla flygflottilj (F 13) till Nyköping. Dock skulle investeringskostnaderna bli betydligt större i Nyköping, jämfört med att behålla flottiljen i Norrköping. Vidare var F 13 tillsammans med F 16 i Uppsala de enda återstående flottiljerna med berghangarer, vilket var ett starkt operativt och ekonomiskt skäl för att F 13 borde stanna kvar i Norrköping. År 1975 beslutade riksdagen att Södermanlands flygflottilj skulle avvecklas senast den 30 juni 1980.
Flottiljen började arbetet med avvecklingen 1976, då divisionerna 113. spaningsflygdivisionen (Sigurd Gul) och 115. spaningsflygdivisionen (Kalle Svart) upplöstes. Delar av personalen överfördes till Bråvalla flygflottilj (F 13), som där bildade 131. spaningsflygdivisionen. År 1978 upplöstes den 111. spaningsflygdivisionen (Kalle Röd), och ett år innan avvecklingen upplöstes den 112. spaningsflygdivisionen (Sigurd Blå). Delar av Kalle Röd och Sigurd Blå överfördes till Blekinge flygflottilj (F 17), och uppgick i 172. spaningsflygdivisionen. De två nya spaningsflygdivisionerna var två tidigare jaktflygdivisioner beväpnade med J 35F Draken, och kom nu istället att beväpnas med SH 37 och SF 37 Viggen. Vidare påbörjades Flygvapnets underrättelseskola att överföras 1980 till F 13 i Norrköping.

### Viktigare årtal
- 1941: Den 1 oktober, den första divisionen överförs till F 11 från F 3, utrustad med S 16 Caproni.
- 1944: Tre stycken S 16B sköts ner över baltiska kusten och Kattegatt av tyska Luftwaffe.
- 1945: Den 30 juni var sista dagen med förstärkt försvarsberedskap i Sverige.
- 1946: Tillförs flottiljen spaningsflygplanet S 18.
- 1948: Flottiljen organiseras inom Fjärde flygeskadern (E 4).
- 1948: Sigurd Svart bildas och beväpnas med Supermarine Spitfire.
- 1954: Flottiljen beväpnas med S 29C Tunnan.
- 1958: Flottiljen beväpnas med S 32 Lansen.
- 1966: Fjärde flygeskadern avvecklades.
- 1968: Tillfördes viss utbildning till flottiljen från Artilleriflygskolan (ArtflygS) på Brandholmen.
- 1974: Flottiljen tillfördes Försvarets fototolkutbildning, senare Flygvapnets underrättelseskola.
- 1975: Riksdagen beslutade i maj om att flottiljen ska avvecklas.
- 1976: En spaningsdivision överfördes till Bråvalla flygflottilj.
- 1977: Riksdagen antog försvarsbeslutet 1977, som blev det definitiva beslutet om flottiljens avveckling.
- 1978: En spaningsdivision överfördes till Blekinge flygflottilj.
- 1979: Den 20 juni genomfördes flottiljens sista spaningsuppdrag, vilket genomfördes med en S 35E Draken.
- 1980: Den 30 juni halades fanan för sista gången och flottiljen avvecklas.
- 1981: Flygvapnets underrättelseskola (FV UndS) överfördes till F 13 i Norrköping.
- 1984: Lokaliserades Arméflygskolan (ArméflygS) till det före detta flottiljområdet.
- 1985: Omlokaliserades Arméflygskolan till Malmens flygplats.

## Verksamhet

### Nationell verksamhet
Flottiljen var inriktad på spaningsflyg och flög under sina glansdagar med bland annat svenskkonstruerade S 29C, populärt kallad Tunnan. Åren 1948–1966 kom den att ingå i Fjärde flygeskadern (E 4). Flottiljens primära uppgift under kalla kriget var att utbilda och organisera åtta spaningsflygdivisioner vilka i krig skulle ingå i landets invasionsförsvar. I fred bestod flottiljen av fyra flygdivisioner, vars fredsuppgifter var bland annat fjärrflygspaning mot, och fotografering av sovjetiska krigsfartyg och militär sjötrafik i Östersjön. Andra uppgifter var att i inledningen av ett krig spana mot en angripares invasionsförberedelser, att spana mot fientliga överskeppningsföretag för att ge underlag till eget angrepp och försvar mot desamma.

### Internationell verksamhet
Åren 1962–1963 ingick två av flottiljens S 29:or i 22 U.N. Fighter Squadron (F 22), som i sin tur ingick i den FN ledda missionen Operation des Nations Unies au Congo (ONUC). 

### Öden under andra världskriget
- Den 14 maj 1944, skjuts en Caproni Ca 313 ned på internationellt vatten utanför Baltikum av två tyska Messerschmitt Bf 109. Av de fyra besättningspersonalen omkom en man, och de tre övriga togs till fånga på en tysk lastångare. De tre överlevande besättningsmedlemmarna återvände senare via Berlin, efter svenska protester den 27 maj 1944.[2]
- Den 15 maj 1944, skjuts en andra Caproni Ca 313 ned av tyskt jaktflyg. Till en början tappade flygledningen kontakten med flygplanet över samma område som nedskjutningen den 14 maj. Tyskland förnekade inblandning i försvinnandet, men nedskjutningen bekräftades senare av flyktingar från Baltikum. Besättningen återfanns aldrig.[2]
- Den 23 maj 1944, försvann en av de Caproni Ca 313 F 11 hade baserade på Skaraborgs flygflottilj (F 7) över en flygning Kattegatt/Skagerrak. Vraket återfanns 1951 av danska fiskare och uppvisade både  brand- och skottskador.[2]

## Ingående enheter
Flottiljens spaningsflygdivisioner skilde sig i stor utsträckning mot attack- och jaktflottiljerna. Då divisionerna fram till mitten av 1950-talet var sammansatta med upp till tre olika flygplanstyper. Andra avvikelser mot attack- och jaktflottiljerna var att spaningsdivisionerna opererade självständiga, istället för i flottilj. Något som återspeglade sig i krigsorganisationen och fredsorganisationen, då fredsflygdivisionerna vid mobilisering delades till två. F 11 kom från 1959 att organisera krigsdivisionerna 1, 2, 3, 5, 6, 7, 8 och 10. I samband med att flottiljen beväpnades med S 35 Draken, fick 2:a och 3:e divisionen Sigurd som ny anropssignal. Vilket medförde att flottiljen hade anropssignalen Kalle för S 32 Lansen och Sigurd för S 35 Draken.
| Beteckning  | Namn                           | Aktiv     | Anmärkning                               |
| ----------- | ------------------------------ | --------- | ---------------------------------------- |
| Kalle Röd   | 111. spaningsflygdivisionen    | 1940–1978 | Delvis överförd 1978 till F 17           |
| Sigurd Blå  | 112. spaningsflygdivisionen    | 1941–1979 | Delvis överförd 1979 till F 17           |
| Sigurd Gul  | 113. spaningsflygdivisionen    | 1942–1976 | Delvis överförd till F 13 som Martin Röd |
| Kalle Svart | 115. spaningsflygdivisionen    | 1949–1976 | Överförd till F 13 som Martin Röd        |
| FV UndS     | Flygvapnets underrättelseskola | 1974–1980 | Överförd till F 13                       |

### 111.spaningsflygdivisionen
111. spaningsflygdivisionen eller Kalle Röd var 1. divisionen vid flottiljen och bildades i mars 1940 som en fjärrspaningsflyggrupp vid Östgöta flygflottilj. Senare under samma år utökades gruppen till att omfatta en fjärrspaningsflygdivision. Den 1 oktober 1941 överfördes divisionen till Södermanlands flygflottilj, och från den 15 oktober ingick divisionen i krigsorganisationen. Divisionen var en av två vid flottiljen som aldrig kom att beväpnas med S 35E Draken. Den 18 november 1978 togs det farväl av Lansen vid flottiljen. Kalle Röd, var då sedan drygt två år tillbaka den enda kvarvarande Lansen-divisionen vid F 11. På flygprogrammet stod det navigeringsflygning, som skulle göras över Södermanland i en formation bestående av två fyrgrupp. I och med denna avslutningsflygning, blev det även slutet för Lansen som operativ i en stridsflygdivision. Den 16 februari 1978 genomfördes den sista flygningen med attackversionen av Lansen vid 61. attackflygdivisionen (Filip Röd) vid Västgöta flygflottilj (F 6) i Karlsborg. I samband med att divisionen upplöstes kom delar av den att överföras till 172. spaningsflygdivisionen (Quintus Blå) vid Blekinge flygflottilj.

### 112.spaningsflygdivisionen
112. spaningsflygdivisionen eller Sigurd Blå var 2. divisionen vid flottiljen och bildades bildades 1941. Från den 29 december 1941 ingick flygdivisionen i krigsorganisationen och försågs med spaningsversionen av Caproni Ca.313. Divisionen var tillsammans med 113. spaningsflygdivisionen (Sigurd Gul) och 211. spaningsflygdivisionen (Urban Röd) vid F 21, de sista operativa stridsflygdivisionerna som flög S 29 Tunnan. Mellan åren 1965 och 1966 ombeväpnades divisionen till S 35E Draken. Den Draken som finns utställd på F 11 museum, var operativ som Sigurd 16 vid Sigurd Blå. I samband med riksdagsbeslutet gällande avveckling av flottiljen, blev Sigurd Blå den sista operativa divisionen vid flottiljen. Under det sista halvåret divisionen var operativ, kom den att bistå omskolningen av 172. jaktflygdivisionen till 172. spaningsflygdivisionen (Quintus Blå) vid F 17. F 17 var en av de flottiljer som skulle överta spaningsuppgifter från F 11, men då med SF 37 och SH 37. Den 20 juni 1979 genomfördes den sista flygningen vid divisionen, tio S 35E Draken hade ställts upp för dagen, åtta för flygning och två som reserver, vilka sedan gjorde en formationsflygning över Södermanland. Formationsflygningen genomfördes i två fyrgrupper, vilka leddes av flygchefen Sven Sjöling, och markerade slutet på flygverksamheten vid flottiljen. Efter att Sigurd Blå upplösts kom delar av den att överföras till Quintus Blå vid F 17.

### 113.spaningsflygdivisionen
113. spaningsflygdivisionen eller Sigurd Gul var 3. divisionen vid flottiljen och bildades bildades 1942. Från den 1 juli 1942 ingick flygdivisionen i krigsorganisationen och försågs med spaningsversionen av Caproni Ca.313. Divisionen var tillsammans med 112. spaningsflygdivisionen (Sigurd Blå) och 211. spaningsflygdivisionen (Urban Röd) vid F 21, de sista operativa stridsflygdivisionerna som flög S 29 Tunnan. Mellan åren 1965 och 1966 ombeväpnades divisionen till S 35E Draken. I samband med avvecklingen av F 11, kom divisionen tillsammans med 115. spaningsflygdivisionen (Kalle Svart), från den 1 oktober 1976 bilda en ny spaningsdivision vid F 13. Där 131. jaktflygdivisionen (Martin Röd) omorganiserades till 131. spaningsflygdivisionen. 

### 115.spaningsflygdivisionen
115. spaningsflygdivisionen eller Kalle Svart var 5. divisionen vid flottiljen och bildades den 1 maj 1949 som 4. divisionen. I början av 1950-talet kom i början av 1950-talet att ombenämnas som 5. divisionen. Det på grund av att 4. divisionen i vid Flygvapnets flottiljer i regel var en utbildningsenhet och ett markförband. Vid bildandet av divisionen 1949 tillfördes divisionen personal från Roslagens flygflottilj (F 2) som avvecklades, och Östgöta flygflottilj (F 3) som omorganiserades till jaktflottilj. Divisionen beväpnades med Supermarine Spitfire som i Flygvapnet betecknades S 31. År 1955 omskolades divisionen till spaningsversionen av Tunnan, som flögs fram till 1958, då divisionen omskolades till spaningsversionen Lansen. Lansen blev den sista flygplanstypen vid divisionen. I samband med avvecklingen av F 11, kom divisionen tillsammans med 113. spaningsflygdivisionen (Sigurd Gul), från den 1 oktober 1976 bilda den nya 131. spaningsflygdivisionen vid F 13. Där 1. divisionen (Martin Röd) omorganiserades från jakt till spaning. I samband med att divisionen upplöstes, hade personalen spelat in en EP-skiva med låten "Ring så spelar vi".

### Flygvapnets underrättelseskola
Flygvapnets underrättelseskola (FV UndS) bildades den 1 juli 1973 i samband med att försvarets fototolkutbildning överfördes till Flygvapnet. Den 1 juli 1974 omlokaliserades skolan till Södermanlands flygflottilj (F 11). Skolan kom efter avveckling av F 11 att omlokaliseras under åren 1980–1981 till Bråvalla flygflottilj (F 13). Genom att F 13 avvecklades i samband med försvarsbeslutet 1992 kom skolan 1994 att överföras till Flygvapnets Uppsalaskolor (F 20). Genom försvarsbeslutet 1996 beslutades att skolan tillsammans med Arméns underrättelseskola och Försvarets tolkskola skulle avvecklas den 31 december 1997, och ersättas från 1 januari 1998 av Försvarsmaktens underrättelse- och säkerhetscentrum (FMUndSäkC) i Uppsala, vilka övertog uppgifterna samt ärvde traditionerna från de avvecklade skolorna.

## Förläggningar och övningsplatser
Flottiljen inledde sin verksamhet den 1 juli 1941, men då med flottiljstaben inkvarterad i lokaler på Standard hotell i Nyköping. Vid Östra Storgatan 36 hade en matinrättning upprättats provisoriskt, där ett antal värnpliktiga även förlagts. Och klockan 14.30 den 14 oktober 1941 hissades den svenska fanan för första gången vid flottiljen. Åren 1940–1941 uppfördes flottiljområdet på Skavsta gårds ägor i Sankt Nicolai socken drygt 10 km öster om Nyköping. Flottiljområdet som uppfördes efter 1940 års militära byggnadsutrednings typritningar fick i sort sett likadana byggnader som tillkom vid andra flottiljer under samma tid.
Efter att flottiljen avvecklades i sin helhet den 30 juni 1980, erhöll flygplatsen status som beredskapsflygplats. Den 23 september 1984 invigdes flygplatsen som civilflygplats i Nyköpings kommuns regi. År 1991 ändrades flygplatsens namn till Stockholm Skavsta flygplats. Flygplatsen består av två banor, en ost-västlig på 2500 meter, och en nord-sydlig på 2000 meter. Den ost-västliga banan var flottiljens aktiva period Flygvapnets längsta.

## Heraldik och traditioner
Södermanlands flygflottilj mottog sin fana den 22 maj 1942 på Stora torget i Nyköping. Fanan överlämnades av HKH Kronprins Gustaf Adolf. Efter att flottiljen avvecklades, överfördes dess fana och traditioner till Bråvalla flygflottilj (F 13). Vilka överfördes 1994 till Upplands flygflottilj (F 16), och 2004 till Flygvapnets Uppsalaskolor (F 20). Under en kortare tid förde Blekinge flygflottilj vidare flottiljens traditioner, vilka senare överfördes till Luftstridsskolan (LSS) i Uppsala. År 1991 invigdes ett Förbandsmuseum vid flygplatsen, som sedan 1995 drivs av Nyköpings flyghistoriska förening.

### Gate guards
Södermanlands flygflottilj har en så kallad gate guard. Den 22 oktober 2018 placerades en S 35E Draken (35959) som gate guard vid norra delen av rullbanan vid F11 Museum. Flygplansindividen är ursprungligen en J 35D (35281), men byggdes om 1966 till S 35E. Sista flygningen gjordes den 27 juni 1984. Stod sedan fram till mitten av 2000-talet vid Flygvapenmuseum i Linköping, innan den åter kom tillbaka till Skavsta.

## Materiel vid förbandet
| Huvudtyper - 1941–1943: B 3 Junkers - 1945–1946: B 3 Junkers - 1941–1945: S 16 Caproni - 1947–1961: S 14 Fieseler - 1945–1949: J 9 Seversky - 1946–1959: S 18A - 1948–1955: S 31 Spitfire - 1953–1955: S 28B Vampire - 1954–1966: S 29C Tunnan - 1958–1978: S 32C Lansen - 1965–1979: S 35E Draken | Övriga typer - 1942–1944: Tp 10 Fokker - 1942–1945: Tp 16 Caproni - 1947–1954: Tp 46 Dove - 1948–1955: B 3 Junkers |

## Förbandschefer
Förbandschefen titulerades flottiljchef och hade tjänstegraden överste.

- 1941–1945: Birger Schyberg
- 1945–1949: Arthur Henricson
- 1949–1951: Greger Falk
- 1951–1959: Henrik Nordström
- 1959–1961: Nils Personne
- 1961–1962: Bo Lindgren
- 1962–1966: Claes-Erik Abramson
- 1966–1980: Kurt Hagerström

## Namn, beteckning och förläggningsort
| Kungl. Södermanlands flygflottilj | 1941-07-01 | – | 1974-12-31 |
| Södermanlands flygflottilj        | 1975-01-01 | – | 1980-06-30 |

| F 11 | 1941-07-01 | – | 1980-06-30 |

| Nyköping (F)          | 1941-07-01 | – | 1941-10-13 |
| Skavsta flygplats (F) | 1941-10-14 | – | 1980-06-30 |
| Eskilstunabasen (B)   | 1962-??-?? | – | 1976-??-?? |

## Galleri

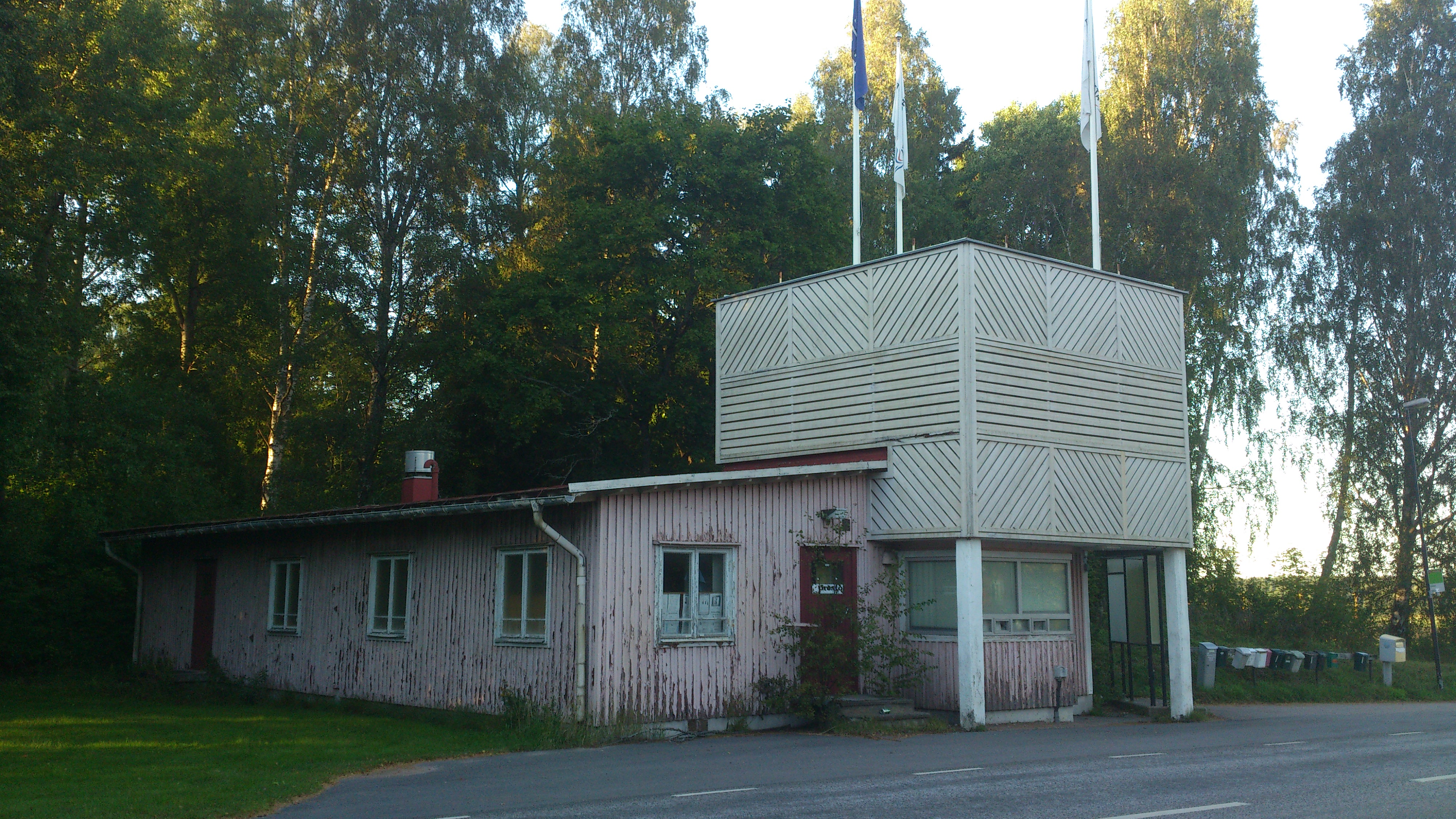
Före detta flottiljvakten.
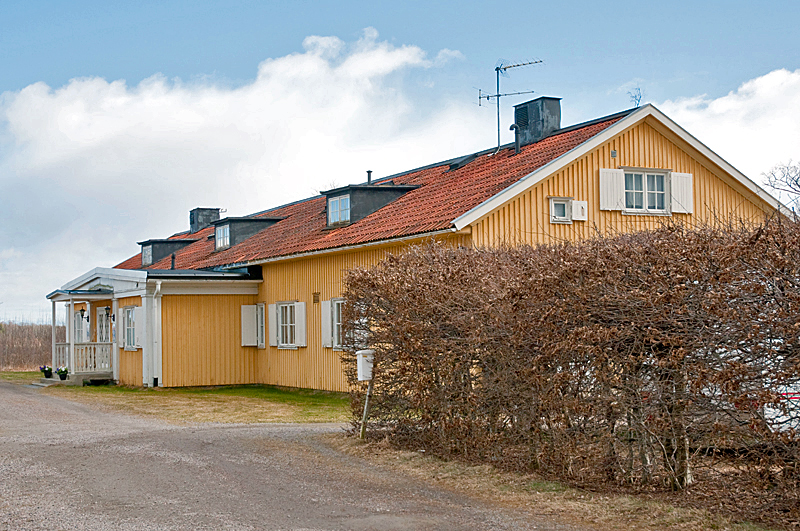
Före detta officersmässen. Åren 1993-2015 användes den som kontor och kurslokal av Frivilliga flygkåren.
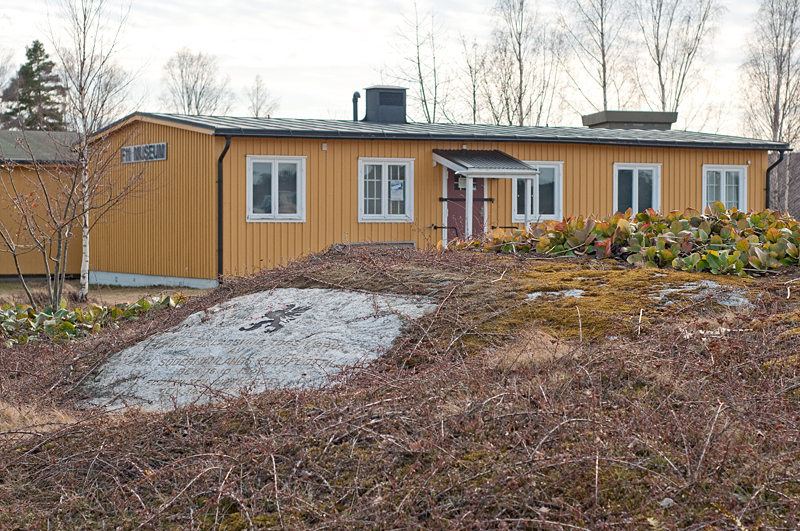
Minnessten över F 11 framför F 11 Museum.
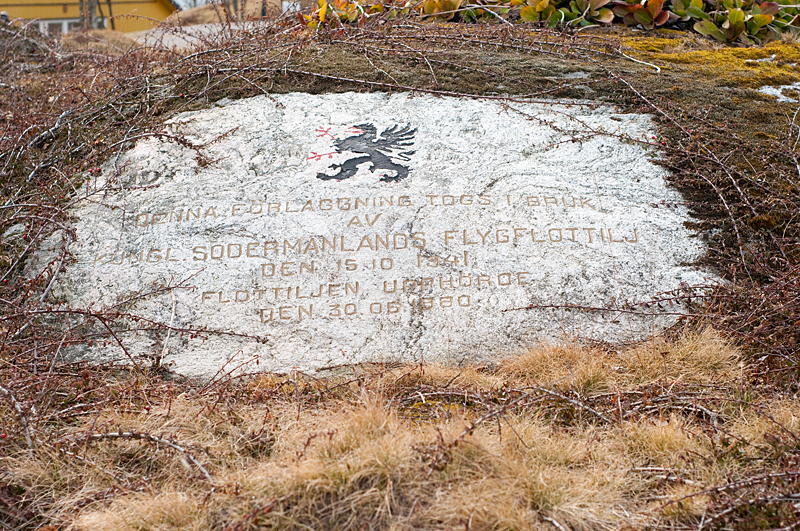
Minnessten över F 11.
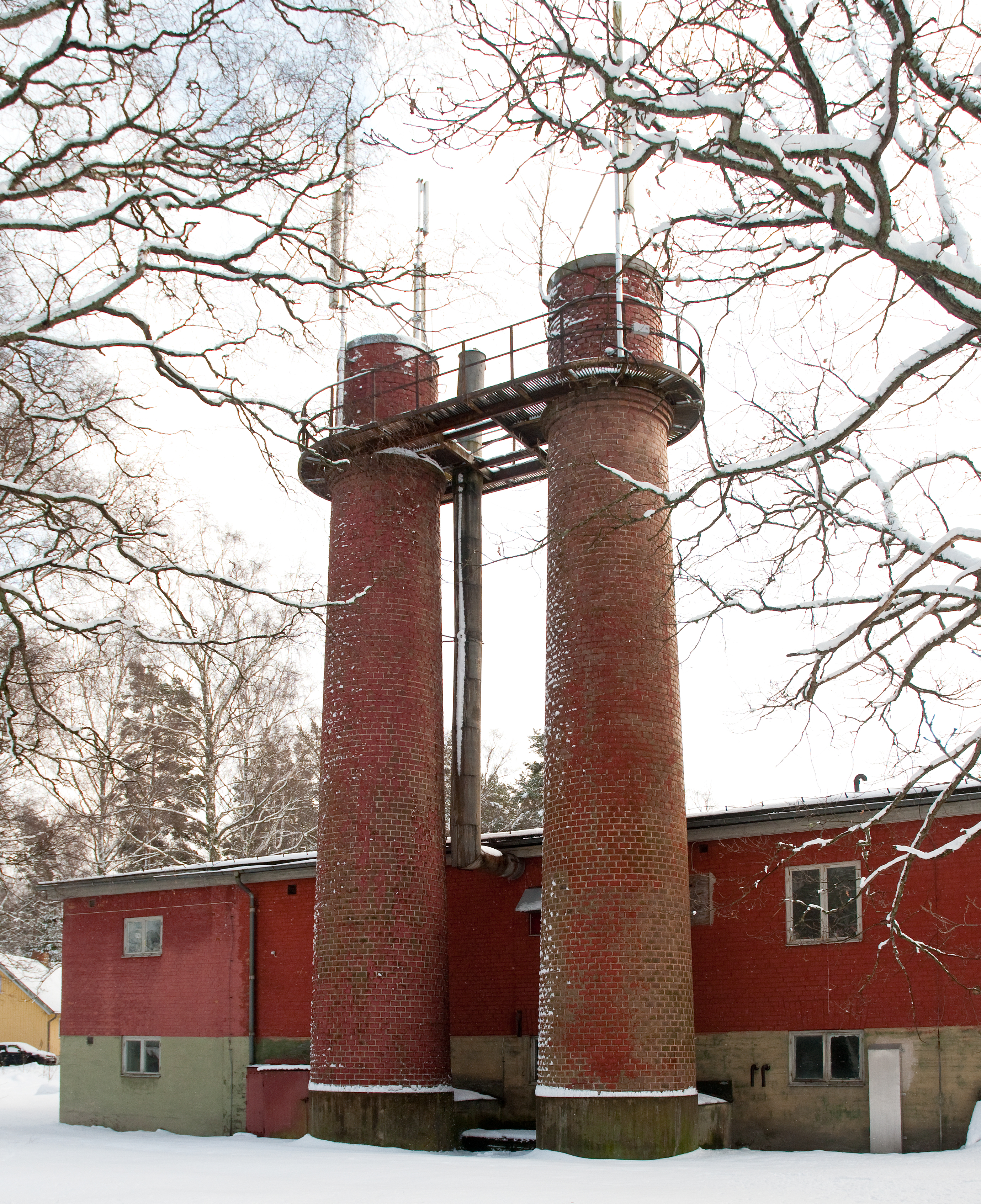
Gamla värmecentralen.